# Crush fetish
Il crush fetish è una forma di feticismo che consiste principalmente nel desiderio di vedere altri individui (generalmente il proprio o un potenziale partner) calpestare un oggetto o un animale. In genere il calpestare con i piedi è la pratica più in uso, anche se altri metodi potrebbero essere usati come ad esempio sedersi sull'oggetto o sull'animale in questione. Nei video su Internet, di solito le ragazze che lo praticano, indossano scarpe con tacchi molto alti.

## Video
Vi sono numerosi video all'interno del Deep web e Dark web in merito all'argomento, nei quali vi sono calpestati piccoli insetti, formiche, ragni, cibo o oggetti di varia natura.
Vi sono inoltre molte produzioni nell'ambito che vendono i loro prodotti ma a causa della frequente presenza di animali vivi che vengono calpestati, alcuni film sono dichiarati illegali nella maggior parte dei paesi. Infatti la legalità o la non legalità dipendono dallo stato in considerazione.

## Illegalità
La produzione e la vendita di foto e video in cui sono calpestati insetti, roditori o piccoli animali domestici sono condannati dagli animalisti e sono illegali in alcuni Paesi come Italia, Stati Uniti e Regno Unito.